# 修道王
立（？—前615年），是古朝鲜之箕子朝鲜的君主，子姓。东史年表认为在位於前634年至前615年，諡號修道王（韓語：수도왕），後王位由兒子通繼承。